# Alvar Hägglund
Alvar Hägglund (ur. 13 maja 1913 r.  – zm. 21 października 1996 r.) – szwedzki biegacz narciarski srebrny medalista mistrzostw świata.

## Kariera
W 1939 roku wystartował na mistrzostwach świata w Zakopanem. Osiągnął tam największy sukces w swojej karierze wspólnie z Selmem Stenvallem, Johnem Westberghem i Carlem Pahlinem zdobył srebrny medal w sztafecie 4x10 km. na tych samych mistrzostwach zajął szóste miejsce w biegu 50 km techniką klasyczną.

## Osiągnięcia

### Mistrzostwa świata
| Miejsce | Dzień     | Rok  | Miejscowość | Konkurencja          | Czas biegu | Strata | Zwycięzca       |
| ------- | --------- | ---- | ----------- | -------------------- | ---------- | ------ | --------------- |
| 10.     | 14 lutego | 1937 | Chamonix    | 18 stylem klasycznym | 1:11:21    | +6:15  | Lars Bergendahl |
| 7.      | 16 lutego | 1937 | Chamonix    | 50 stylem klasycznym | 3:36:58    | +16:46 | Pekka Niemi     |
| 4.      | 18 lutego | 1937 | Chamonix    | Sztafeta 4x10 km     | 3:06:07    | +4:18  | Norwegia        |
| 22.     | 15 lutego | 1939 | Zakopane    | 18 stylem klasycznym | 1:05:30    | +5:25  | Jussi Kurikkala |
| 6.      | 17 lutego | 1939 | Zakopane    | 50 stylem klasycznym | 2:57:43    | +11:13 | Lars Bergendahl |
| 2.      | 19 lutego | 1939 | Zakopane    | Sztafeta 4x10 km     | 2:08:35    | +1:08  | Finlandia       |